# Mouru Catena
La Mouru Catena è una struttura geologica della superficie di Rea.